# خايمي إنريكي دوك كوريا
خايمي إنريكي دوك كوريا (بالإسبانية: Jaime Enrique Duque Correa)‏ هو كاهن كاثوليكي كولومبي، ولد في 4 أبريل 1943 في ميديلين في كولومبيا، وتوفي بنفس المكان في 14 أبريل 2013.